# Ctenoplusia adiaphora
Ctenoplusia adiaphora is een vlinder uit de familie van de uilen (Noctuidae). De wetenschappelijke naam van de soort is voor het eerst geldig gepubliceerd in 1974 door Claude Dufay.